# King Kong lebt
King Kong lebt ist ein Abenteuerfilm aus dem Jahr 1986.
Hierbei handelt es sich um John Guillermins Fortsetzung seines Filmes King Kong von 1976.

## Handlung
King Kong, der nach schwerem Beschuss durch Militär-Hubschrauber vom World Trade Center gefallen war, hat zwar überlebt, liegt aber seit zehn Jahren im Koma. Er wird durch eine Herz-Lungen-Maschine am Leben gehalten. Da er nach dieser langen Zeit aber nur durch ein künstliches Herz, das die Tierärztin Amy Franklin einpflanzen möchte, weiterleben kann, muss eine riesige Menge Blutplasma gefunden werden, das jedoch kein normaler Affe in dieser Form besitzt. Da entdeckt der Abenteurer Hank Mitchell rein zufällig im Dschungel von Borneo den weiblichen Riesenaffen „Lady Kong“, die nun nach Amerika gebracht wird.
Das künstliche Herz wird in einer Operation verpflanzt und die beiden Affen werden getrennt voneinander untergebracht. Lady Kong ist nach der Blutabnahme jedoch sehr geschwächt. King Kong findet schnell zu seiner Kraft zurück, bricht aus und entführt die Affendame. Mitchell kann zunächst verhindern, dass die Affen vom Militär beschossen werden. Amy und Mitchell machen sich auf die Suche nach den vom Militär verfolgten Affen. King Kong und Lady Kong verbringen an einem Wald etwas Zeit miteinander und haben auch Körperkontakt. Amy und Mitchell finden die Affen und beobachten sie, ohne sie aber zu stören. Das Militär findet sie jedoch und die Affen werden von Militärhubschraubern mit narkotisierendem Gas besprüht; Lady Kong wird eingefangen, Kong springt in den Fluss und stößt mit dem Kopf gegen einen Stein.
Während Lady Kongs Gefangenschaft in den nächsten Monaten wird Kong für tot gehalten. Doch dieser streift umher und ruft wieder das Militär auf den Plan, als er sich in einer kleinen Ortschaft blicken lässt. Eine Gruppe von Hobbyjägern stellt Kong, der sich gegen sie aber zur Wehr setzt. Auch Amy und Mitchell sind ihm auf den Fersen, sie können zwar Lady Kong mit Kongs Hilfe befreien, aber nicht verhindern, dass Kong auf seiner Flucht mit der schwangeren Lady Kong vom Militär zur Strecke gebracht wird. King Kong verteidigt ein letztes Mal seine Familie gegen das Militär. Als Kongs Sohn geboren wird, stellt das verblüffte Militär das Feuer ein. Der schwerverletzte Kong streichelt noch kurz seinen Sohn, dann erliegt er seinen Verletzungen.
Lady Kong wird mit Kongs Sohn nach Borneo zurückgebracht.

## Hintergrund
- Der Film wurde ein kommerzieller Flop. Er gilt unter Fans und Kritikern als schlechtester offizieller King-Kong-Film.
- In Japan, wo der Film als King Kong 2 erschien, wurde auch ein Videospiel zum Film veröffentlicht; die NES-Variante hieß King Kong 2: Ikari no Megaton Punch, die MSX-Variante King Kong 2.
- Ursprünglich wurde in Erwägung gezogen, King Kong lebt mit Kongs Abtransport vom World Trade Center beginnen zu lassen. Eine andere Idee war, dass Dwan zurückkehrt und von Kong verschlungen wird. Diese Ideen wurden jedoch wieder verworfen. Stattdessen entschied man sich dafür, den Film mit Kongs Abschuss aus King Kong zu beginnen.

## Rezeption
„Völlig mißratener Versuch einer Parodie auf den Monsterfilm, allenfalls für naive Gemüter von einigem Unterhaltungswert.“

Der Film konnte nur 4,7 Millionen US-Dollar einspielen.